# Тохир, Эрик
Эрик Тохир (род. 30 мая 1970, Джакарта, Индонезия) — индонезийский бизнесмен. Являлся бывшим президентом миланского Интера, основным владельцем американского футбольного клуба D.C. United и индонезийского ФК Persib Bandung. Член МОК с 2019 года.
Его отец Тедди Тохир является совладельцем финансово-промышленного конгломерата Astra International, финансовый оборот которого составлял порядка 20 миллиардов долларов в год, его состояние оценивается в 15 миллиардов долларов. Брат, Гарибальди Tохир, является инвестиционным банкиром, также есть сестра, Рика Tохир. На семейство Тохир работает почти 130 тысяч человек. Главной отраслью Тохиров является продажа комплектующих для таких марок авто как BMW, Toyota, Honda, Peugeot. Кроме того, Тедди и сыновья занимаются добычей минерального сырья, финансовыми услугами, строительством автострад, продажей продуктов на информационном рынке.
В 1993 году бизнесмен получил в Национальном университете Калифорнии степень магистра в области маркетинга и коммуникаций, начав своё восхождение в бизнесе. На протяжении следующих пяти лет он принимает посильное участие в организации ресторанного бизнеса своей семьи, после чего вместе с тремя партнерами создает медиахолдинг Mahaka Group.
В 2001 году Mahaka Group покупает индонезийскую газету Republika, которая находилась на грани банкротства. Преуспевающий медиамагнат владеет сразу несколькими радиостанциями (GEN 98.7 FM, Prambors FM, Delta FM, FeMale Radio), тремя телевизионными компаниями (Jak-TV, tvOne и ANTV), многочисленными спортивными изданиями, рекламными компаниями, а также интернет-СМИ.
Является президентом Баскетбольной ассоциации Юго-Восточной Азии, Индонезийской баскетбольной ассоциации, одним из владельцев двух местных баскетбольных клубов, команды североамериканской Главной футбольной лиги «Ди Си Юнайтед» и совладельцем клуба НБА «Филадельфия Севенти Сиксерс».
15 октября 2013 года Эрик Тохир официально стал новым совладельцем «Интернационале», приобретя 70 % акций. Позже они были проданы Suning Commerce Group, после чего остались 31,05% акций, которые были проданы в 2019 году LionRock Capital, тем самым Эрик Тохир к «Интеру» больше отношения не имеет.
С 2019 года является министром по делам государственных предприятий в кабинете «Индонезия вперед» президента Джоко Видодо. Является совладельцем футбольного клуба «Оксфорд Юнайтед».

## Факты
Является болельщиком футбольного клуба «Интернационале».